# Autoscatto

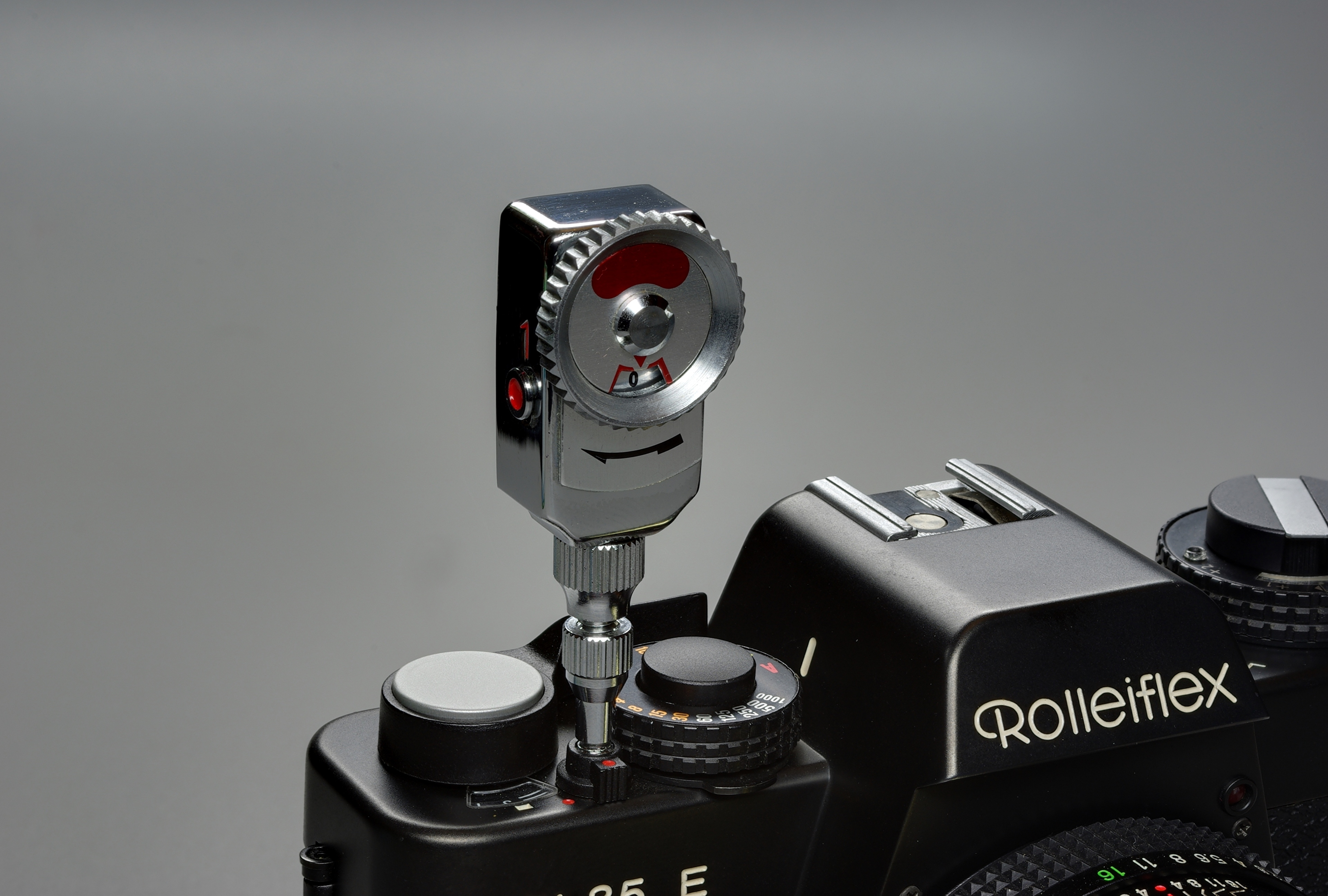
Meccanismo di autoscatto meccanico esterno

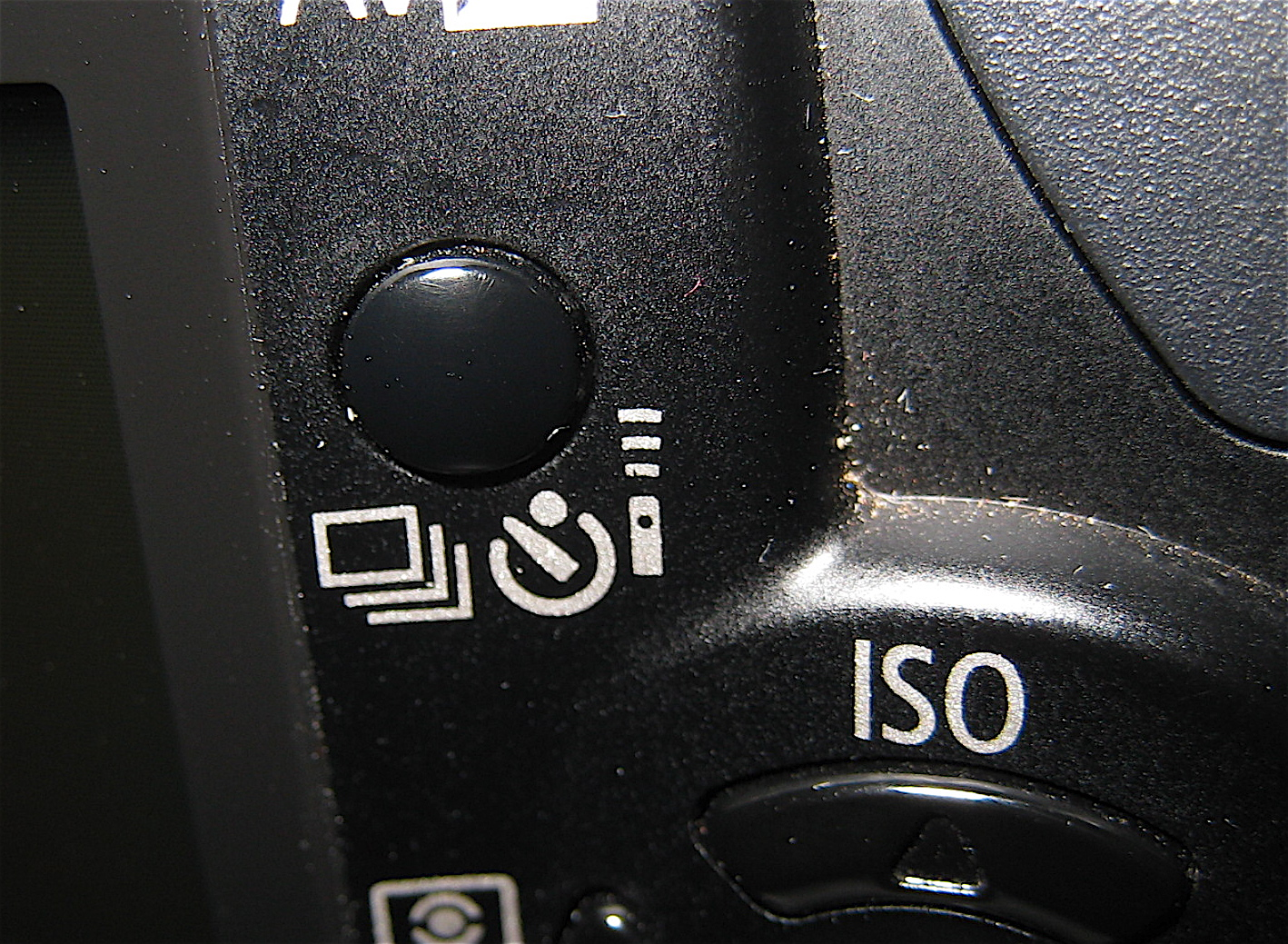
Controllo dell'autoscatto su una fotocamera moderna

In fotografia, l'autoscatto è un meccanismo che introduce un ritardo temporale (fisso o programmabile) fra la pressione del comando di scatto da parte del fotografo e l'apertura effettiva dell'otturatore.

## Storia
In passato, il meccanismo era realizzato da un dispositivo esterno, montato sulla fotocamera, che premeva meccanicamente il pulsante di scatto un certo periodo di tempo dopo la propria attivazione. Le fotocamere moderne (sia le meccaniche-analogiche che le elettroniche-digitali) sono quasi sempre dotate di un dispositivo interno di autoscatto, quando non di sistemi più generali quali l'intervallometro (che consente di pianificare una sequenza di scatti automatici, con un ritardo programmabile).

## Applicazioni
L'applicazione più ovvia e più comune dell'autoscatto è quella dell'autoritratto, in cui il ritardo temporale serve a dare al fotografo il tempo di spostarsi all'interno dell'inquadratura. L'autoscatto è anche frequentemente usato, in genere insieme al treppiede, per ridurre al minimo il rischio di micromosso in foto scattate in condizione di scarsa luce o con teleobiettivi, in quanto la fotocamera non risente della pressione diretta del pulsante di scatto da parte del fotografo.  Nelle fotocamere reflex, l'autoscatto è talvolta combinato con il sollevamento anticipato dello specchio, al fine di minimizzare ulteriormente le vibrazioni della fotocamera durante l'apertura dell'otturatore.